# Shedrack Akpeki
Shedrack Akpeki (* 25. April 2000) ist ein nigerianischer Sprinter, der sich auf den 400-Meter-Lauf spezialisiert hat. 

## Sportliche Laufbahn
Erste internationale Erfahrungen sammelte Shedrack Akpeki 2019 bei den Juniorenafrikameisterschaften in Abidjan, bei denen er im 400-Meter-Lauf in 47,70 s den fünften Platz belegte und mit der nigerianischen 4-mal-100-Meter-Staffel in 40,21 s die Goldmedaille gewann und sich mit der 4-mal-400-Meter-Staffel in 3:14,15 min Bronze gewann. Anschließend nahm er mit der 4-mal-400-Meter-Staffel an den Afrikaspielen in Rabat teil und gewann dort in 3:03,42 min die Bronzemedaille hinter den Teams aus Botswana und Südafrika.

## Persönliche Bestzeiten
- 400 Meter: 46,54 s, 27. Juli 2019 in Kaduna